# James Charles
James Charles Dickinson (ur. 23 maja 1999 w Bethlehem) – amerykański youtuber i charakteryzator.

## Życiorys
Dickinson urodził się 23 maja 1999 roku w Bethlehem w stanie Nowy Jork jego rodzicami są Christie i Skip Dickinson. Ma młodszego o dwa lata brata Ian Jeffreya który zajmuje się modelingiem. Ukończył Bethlehem Central High School w czerwcu 2017 roku z hasłem CoverGirl Easy, Breezy, Beautiful napisanym na swojej czapce. James zapytany o swoje doświadczenia związane z liceum stwierdził: „W liceum często mnie prześladowano i osobiście po prostu to zignorowałem”. Jego zamiłowanie do makijażu rozpoczęło się w chwili, gdy jego przyjaciel poprosił go o zrobienie makijażu na szkolną imprezę. Po nauczeniu się makijażu zaczął robić to profesjonalnie i wykonywał makijaże dziewczynom ze swoich okolic.

## Kariera
James Charles Dickinson uruchomił swój kanał YouTube w 2015 roku, skupiając się na makijażu. 11 października 2016, w wieku siedemnastu lat, stał się pierwszym męskim modelem marki kosmetyków CoverGirl, współpracując razem z ambasadorką marki Katy Perry. Charles jest twarzą kampanii So Lashy!. Jego kanał przekroczył pułap 1 miliona subskrybentów w maju 2017 roku.
W listopadzie 2018 roku stworzył linię ubrań Sisters Apparel oraz kolekcję kosmetyków do makijażu Sister Collection, stworzoną we współpracy z marką kosmetyczną Morphe Cosmetics. W 2019 roku uzyskał 10 milionów subskrybentów. W kwietniu 2019 roku zapowiedział trasę po całych Stanach Zjednoczonych – Sisters Tour, lecz trasa została odwołana ze względu nagłośnionego sporu z YouTuberką Tati Westbrook.
W 2020 był prowadzącym oraz reżyserem pierwszego sezonu reality show Instant Influencer, którego premiera odbyła się na jego kanale na YouTube.
W lutym 2024 wydał swój debiutancki singel „Call Me Back”.

## Kontrowersje

### Kontrowersja z Tati Westbrook
10 maja 2019 roku jedna ze współpracowniczek Charlesa, Tati Westbrook, opublikowała 43-minutowy filmik zatytułowany. „Bye Sister...” na swój kanał na YouTube, w którym oskarża Charlesa o nierzetelność po tym jak zareklamował na swoim Instagramie konkurencyjną dla Westbrook przedsiębiorstwo z suplementami witaminowymi. Zarzuciła mu również nachalne zachowanie w stosunku do heteroseksualnych mężczyzn. Film spowodował, że James utracił ponad milion subskrybentów w przeciągu dwóch dni. W tym samym czasie liczba subskrybentów Tati wzrosła o prawie 3 miliony. Amerykański Youtuber Jeffree Star opublikował tweet w którym nazwał Jamesa „zagrożeniem dla społeczeństwa”. „Wszystko, co powiedziała Tati, jest w 100% prawdą” napisał. Pare dni później James opublikował 8-minutowy film zatytułowany „Tati” gdzie przepraszał swoich fanów, Tati oraz jej męża za wydarzenia, które miały miejsce w ostatnim czasie. Film spotkał się w większości z negatywnym odbiorem i krytyką internautów. 18 maja 2019 roku James opublikował 41-minutowy film na YouTube gdzie odniósł się do oskarżeń Tati zatytułowany. „No More Lies”. Przedstawił dowody i zrzuty ekranu doprowadzając do oczyszczenia go z zarzutów dotyczących nachalnego zachowania w stosunku do kelnera. Wideo doprowadziło do ponownego poparcia dla Jamesa a krytyki Tati Westbrook. Następnie Westbrook usunęła 43-minutowy filmik zatytułowany „Bye Sister...”. 30 czerwca 2020 roku Tati opublikowała na swoim kanale na YouTube wideo w którym szczegółowo opisuje wydarzenia które miały miejsce w ostatnim czasie. Twierdzi że została zmanipulowana do nagrania filmiku „Bye Sister...” przez Shane Dawsona oraz Jeffree Stara.

### Zarzuty dotyczące nadużyć seksualnych
W lutym szesnastoletni chłopak oskarżył Jamesa Charlesa Dickinsona o grooming twierdząc, że Charles wysłał mu swoje nagie zdjęcia i nakłaniał do sextingu na Snapchacie nawet po tym, gdy Dickinson dowiedział się, że chłopak ma szesnaście lat. W odpowiedzi na oskarżenia Dickinson opublikował post na portalu Twitter, w którym zaprzeczył zarzutom i nazwał je „całkowicie fałszywymi” twierdząc, że zapytał o wiek chłopaka a ten twierdził, że ma osiemnaście lat. Później w tym samym miesiącu inny siedemnastoletni użytkownik TikTok twierdził, że James nakłaniał go do wysyłania nagich zdjęć mimo świadomości wieku chłopaka po tym jak obaj zaczęli pisać do siebie wiadomości. W marcu 16-letni TikToker Jake Cherry opublikował wideo w którym pokazuje swoje wiadomości z Jamesem Charlesem Dickinsonem, w tym zdjęcie Jamesa Charlesa bez koszuli, a także inne wiadomości, w których James Charles oskarża Cherry’ego o kłamstwo dotyczące jego wieku, Jake twierdzi, że James Charles był świadomy jego wieku.
1 kwietnia 2021 roku James Charles Dickinson opublikował 14-minutowy filmik na swoim kanale YouTube zatytułowany „holding myself accountable”. James Charles Dickinson w filmie potwierdził oraz przeprosił dwie osoby poniżej 18. roku życia tym samym przyznając się do wysyłania wiadomości o charakterze seksualnym do nieletnich. Swoje zachowanie nazwał „lekkomyślnym” i „desperackim”. Dodał, że nic nie usprawiedliwia jego czynu i sam powinien zweryfikować wiek chłopców, ponieważ początkowo myślał, że mają powyżej 18 lat. Obiecał, że w przyszłości będzie ostrożniejszy podczas nawiązywania nowych relacji. Na końcu filmu dodał, że musi zrobić sobie przerwę od mediów społecznościowych.
17 kwietnia 2021 roku marka „Morphe” wydała oświadczenie, w którym poinformowała o zakończeniu współpracy z Jamesem Charlesem. 19 kwietnia kanał na YouTube Dickinsona został tymczasowo zdemonetyzowany. 2 lipca powrócił na swój kanał na YouTube po trzymiesięcznej przerwie z filmem An Open Conversation.

### Zaangażowanie w sprawie Evana Johnsona
W kwietniu 2025, australijska influencerka Mikaela Testa opublikowała wideo na TikToku, gdzie krytykowała Jamesa Charlesa o rzekomym związku z Evanem Johnsonem, którego jego była dziewczyna Kayla Malec, oskarzyła go o przemoc domową w tym samym miesiącu. Zack Sellars, mężczyzna z którym Johnson był kiedyś zaprzyjaźniony, w odcinku podcastu Bee Better stwierdził, że Charles i Johnson mieli wspólny związek seksualny. Wskutek tego Charles stracił ponad 700 tysięcy obserwujących na TikToku. 6 maja Charles opublikował wideo, gdzie odniósł się do plotek na temat związku jego i Johnsona, w którym zaprzeczył, że miały miejsce jakiekolwiek seksualne spotkania między nim a Johnsonem, opisał jego związek z nim jako "krótka przyjaźń" i stwierdził, że zaprzestał mieć z nim kontakt. Charles tego samego dnia opublikował relację na Instagramie, że nie wspiera Johnsona i wyraził nadzieje, że Malec otrzyma sprawiedliwość za nadużycia, których doświadczyła.

## Życie prywatne
W grudniu 2019 roku w swoim filmie na YouTube wyjawił, że ma polsko-irlandzkie pochodzenie. W wieku 12 lat, zrobił coming out jako gej swoim rodzicom. Od 2019 roku majątek Charlesa szacuje się na około 12 milionów dolarów. W 2020 roku kupił willę o wartości 7 milionów dolarów w Los Angeles.

## Filmografia
| Rok  | Tytuł          | Rola   | Uwagi             | Źródło |
| ---- | -------------- | ------ | ----------------- | ------ |
| 2018 | Alone Together | Jasper | Odcinek: „Pop-Up” | [ 38 ] |

| Rok  | Tytuł                            | Uwagi                                      | Źródło |
| ---- | -------------------------------- | ------------------------------------------ | ------ |
| 2018 | The Secret World of Jeffree Star | Odcinek: „Becoming Jeffree Star for a Day” | [ 39 ] |
| 2020 | Nikita Unfiltered                | Odcinek: „James Charles Confronts Nikita”  | [ 40 ] |
| 2020 | Instant Influencer               | Prezenter i jury 1 sezonu                  | [ 41 ] |

## Nagrody i nominacje
| Rok  | Konkurs                         | Kategoria                      | Rezultat  | Źródło               |
| ---- | ------------------------------- | ------------------------------ | --------- | -------------------- |
| 2021 | Nickelodeon Kids’ Choice Awards | Favorite Male Social Star      | Wygrana   | [ 42 ]               |
| 2020 | People’s Choice Awards          | Beauty Influencer              | Wygrana   | [ 43 ]               |
| 2019 | People’s Choice Awards          | Beauty Influencer              | Nominacja | [ 44 ]               |
| 2018 | People’s Choice Awards          | Beauty Influencer              | Wygrana   | [ 45 ]               |
| 2017 | Shorty Awards                   | Breakout YouTuber              | Wygrana   | [ 46 ]               |
| 2019 | Shorty Awards                   | YouTuber of the Year           | Nominacja | [ 47 ]               |
| 2020 | Streamy Awards                  | Creator of the Year            | Nominacja | [ 48 ] [ 49 ] [ 50 ] |
| 2020 | Streamy Awards                  | Show of the Year               | Wygrana   | [ 48 ] [ 49 ] [ 50 ] |
| 2020 | Streamy Awards                  | Unscripted Series              | Nominacja | [ 48 ] [ 49 ] [ 50 ] |
| 2020 | Streamy Awards                  | Branded Content: Video         | Nominacja | [ 48 ] [ 49 ] [ 50 ] |
| 2018 | Streamy Awards                  | Beauty                         | Wygrana   | [ 48 ] [ 49 ] [ 50 ] |
| 2019 | Streamy Awards                  | Beauty                         | Nominacja | [ 48 ] [ 49 ] [ 50 ] |
| 2018 | Teen Choice Awards              | Choice Fashion/Beauty Web Star | Wygrana   | [ 51 ]               |
| 2019 | Teen Choice Awards              | Choice Fashion/Beauty Web Star | Nominacja | [ 52 ]               |